# 海亞瓦夕鎮區 (北卡羅萊納州克萊縣)
海亞瓦夕鎮區（英語：Hiawassee Township）是位於美國北卡羅萊納州克萊縣的一個鎮區。

## 地方資料
海亞瓦夕鎮區的面積為31.33平方千米，皆為陸地。根據2020年美國人口普查的數據，當地共有人口1620人，而人口密度為每平方千米51.71人。